# Großer Preis von Monaco 2024
Der Große Preis von Monaco 2024 (offiziell Formula 1 Grand Prix de Monaco 2024) fand am 26. Mai auf dem Circuit de Monaco in Monte-Carlo statt und war das achte Rennen der Formel-1-Weltmeisterschaft 2024.

## Bericht

### Hintergründe
Nach dem Großen Preis der Emilia-Romagna führte Max Verstappen in der Fahrerwertung mit 48 Punkten vor Charles Leclerc und mit 54 Punkten vor Sergio Pérez. In der Konstrukteurswertung führte Red Bull mit 56 Punkten vor Ferrari und mit 114 Punkten vor McLaren.
Beim Großen Preis von Monaco stellte Pirelli den Fahrern die Reifenmischungen C3 (weiß), C4 (gelb) und C5 (rot) zur Verfügung sowie für nasse Bedingungen Cinturato Intermediates (grün) und Cinturato Full-Wets (blau).
McLaren trat zu Ehren von Ayrton Senna mit einer Sonderlackierung zum Grand Prix an.
Kevin Magnussen (zehn), Pérez, Logan Sargeant (jeweils acht), Lance Stroll (sieben), Fernando Alonso (sechs), Lewis Hamilton, George Russell (jeweils vier), Yuki Tsunoda, Nico Hülkenberg (jeweils drei), Verstappen, Daniel Ricciardo, Valtteri Bottas, Zhou Guanyu (jeweils zwei), Carlos Sainz jr. und Esteban Ocon (jeweils einer) gingen mit Strafpunkten ins Rennwochenende.
Mit Hamilton (dreimal), Verstappen (zweimal), Pérez und Ricciardo (jeweils einmal) traten vier ehemalige Sieger zu diesem Grand Prix an.
Als Rennkommissare für dieses Rennwochenende fungierten Nish Shetty (SGP), Matthew Selley (AUS), Derek Warwick (GBR) und Jean-François Calmes (MCO).

### Training
Im ersten freien Training war Hamilton mit einer Zeit von 1:12,169 Minuten Schnellster vor Piastri und Russell. In diesem Training sorgte Zhou für eine kurze Unterbrechung, denn der Sauber-Pilot touchierte am Ausgang von Sainte Devote die Leitplanke und dabei ging die linke Frontflügelendplatte kaputt.
Im zweiten freien Training fuhr Leclerc mit 1:11,278 Minuten die Bestzeit vor Hamilton und Alonso.
Im dritten Training war erneut Leclerc mit 1:11,369 Minuten Schnellster vor Verstappen und Hamilton.

### Qualifying
Das Qualifying bestand aus drei Teilen mit einer Nettolaufzeit von 45 Minuten. Im ersten Qualifying-Segment (Q1) hatten die Fahrer 18 Minuten Zeit, um sich für das Rennen zu qualifizieren. Alle Fahrer, die im ersten Abschnitt eine Zeit erzielten, die maximal 107 Prozent der schnellsten Rundenzeit betrug, qualifizierten sich für das Rennen. Die besten 15 Fahrer erreichten den nächsten Qualifikationsabschnitt. Russell war Schnellster. Beide Kick-Sauber-Piloten, Pérez, Alonso und Sargeant schieden aus.
Der zweite Abschnitt (Q2) dauerte 15 Minuten. Die schnellsten zehn Piloten qualifizierten sich für den dritten Teil des Qualifyings. Norris war Schnellster. Ocon, beide Haas-Fahrer, Stroll und Ricciardo schieden aus.
Der letzte Abschnitt (Q3) ging über eine Zeit von zwölf Minuten, in denen die ersten zehn Startpositionen vergeben wurden. Leclerc erzielte mit einer Zeit von 1:10,270 Minuten die Bestzeit vor Oscar Piastri und Sainz jr.
Beide Haas-Piloten wurden nachträglich vom Qualifying disqualifiziert, da ihre neuen Heckflügel nicht den technischen Vorgaben entsprachen. Magnussen und Hülkenberg sollten ursprünglich aus der Boxengasse starten, Haas entschied sich jedoch dafür, dass beide Fahrer vom 19. bzw. 20. Startplatz in das Rennen gehen sollen. Die dafür notwendige Bewilligung hatte die FIA erteilt.

### Rennen
Beim Start behielt Leclerc die Führung vor Piastri und Sainz jr., welche sich in der ersten Kurve berührten und aus derer Sainz jr. einen Reifenschaden davon trug. Im hinteren Teil kam es dann zwischen Pérez und Magnussen zu einer Kollision, in welche auch Hülkenberg verwickelt wurde. Alle drei Fahrer mussten ihr Fahrzeug abstellen und das Rennen wurde mit der roten Flagge abgebrochen. Zudem führte diese Kollision zu schweren Schäden an den Leitplanken und einer großen Menge von Trümmern, die in den ersten Kurven verteilt lagen. Als die Alpine-Boliden die Kurve Portier verließen, drängte sich Ocon in den Weg seines Teamkollegen Pierre Gasly und schleuderte sein Auto nach oben. Ocon, der die Verantwortung für den Vorfall eingestand, gab das Rennen während der Unterbrechung auf. Er erhielt für diesen Vorfall ursprünglich eine Zehn-Sekunden-Zeitstrafe, die in einer Startplatzstrafe von fünf Plätzen beim nächsten Rennen, dem Großen Preis von Kanada, umgewandelt wurde.
Der Neustart erfolgte (bis auf die ausgeschiedenen Fahrer) in der ursprünglichen Startreihenfolge. Auch Sainz jr. konnte seinen dritten Startplatz wieder einnehmen. Alle Fahrer wechselten während der Unterbrechung die Reifen, was im Klassement als Boxenstopp galt, sodass jeder theoretisch hätte durchfahren können. Aus dem vorderen Teil der Fahrer mussten somit Russell, Verstappen und Hamilton auf den Mediums starten, während die ersten vier auf harten Reifen wechselten. Leclerc behielt beim Neustart erneut die Führung und gewann schlussendlich mit einem Start-Ziel-Sieg vor Piastri und Sainz jr. Es war sein erster Heimsieg und auch sein erster Rennsieg seit dem Großen Preis von Österreich 2022. Leclerc war zudem der erste monegassische Fahrer seit Louis Chiron im Jahr 1931, der seinen Heimrennen gewann, und der erste, der ihn seit den Anfangsjahren der Formel 1 im Jahr 1950 gewann. Die restlichen Punkteplatzierungen belegten Norris, Russell, Verstappen, Hamilton, Tsunoda, Alexander Albon und Gasly. Somit kam die Top 10 in der gleichen Reihenfolge ins Ziel, in der sie gestartet waren. Einzig Hamilton und Verstappen gingen aus der Spitzengruppe nochmals zur Box, um Reifen zu wechseln, Leclerc, Piastri, Sainz jr., Norris und Russell fuhren das Rennen auf ihren Startreifen zu Ende. Hamilton erzielte die schnellste Rennrunde mit 1:14,165 Minuten und erhielt dafür den Extrapunkt. Albon, Gasly und das Williams-Team holten ihre ersten Punkte dieser Saison. 
Während des gesamten Rennens gab es nur drei Überholmanöver, eines von Bottas gegen Sargeant und zwei von Stroll mit frischen Reifen gegen Zhou und ebenfalls Sargeant.
In der Fahrer- und Konstrukteurswertung blieben die ersten drei Positionen unverändert.

## Meldeliste
| Team                          | Nr. | Fahrer           | Chassis                           | Motor      | Reifen |
| ----------------------------- | --- | ---------------- | --------------------------------- | ---------- | ------ |
| Oracle Red Bull Racing        | 01  | Max Verstappen   | Red Bull Racing RB20              | Honda RBPT | P      |
| Oracle Red Bull Racing        | 11  | Sergio Pérez     | Red Bull Racing RB20              | Honda RBPT | P      |
| Mercedes-AMG Petronas F1 Team | 63  | George Russell   | Mercedes-AMG F1 W15 E Performance | Mercedes   | P      |
| Mercedes-AMG Petronas F1 Team | 44  | Lewis Hamilton   | Mercedes-AMG F1 W15 E Performance | Mercedes   | P      |
| Scuderia Ferrari              | 16  | Charles Leclerc  | Ferrari SF-24                     | Ferrari    | P      |
| Scuderia Ferrari              | 55  | Carlos Sainz jr. | Ferrari SF-24                     | Ferrari    | P      |
| McLaren F1 Team               | 81  | Oscar Piastri    | McLaren MCL38                     | Mercedes   | P      |
| McLaren F1 Team               | 04  | Lando Norris     | McLaren MCL38                     | Mercedes   | P      |
| Aston Martin Aramco F1 Team   | 18  | Lance Stroll     | Aston Martin AMR24                | Mercedes   | P      |
| Aston Martin Aramco F1 Team   | 14  | Fernando Alonso  | Aston Martin AMR24                | Mercedes   | P      |
| BWT Alpine F1 Team            | 31  | Esteban Ocon     | Alpine A524                       | Renault    | P      |
| BWT Alpine F1 Team            | 10  | Pierre Gasly     | Alpine A524                       | Renault    | P      |
| Williams Racing               | 23  | Alexander Albon  | Williams FW46                     | Mercedes   | P      |
| Williams Racing               | 02  | Logan Sargeant   | Williams FW46                     | Mercedes   | P      |
| Visa Cash App RB F1 Team      | 03  | Daniel Ricciardo | RB VCARB 01                       | Honda RBPT | P      |
| Visa Cash App RB F1 Team      | 22  | Yuki Tsunoda     | RB VCARB 01                       | Honda RBPT | P      |
| Stake F1 Team Kick Sauber     | 77  | Valtteri Bottas  | KICK Sauber C44                   | Ferrari    | P      |
| Stake F1 Team Kick Sauber     | 24  | Zhou Guanyu      | KICK Sauber C44                   | Ferrari    | P      |
| MoneyGram Haas F1 Team        | 20  | Kevin Magnussen  | Haas VF-24                        | Ferrari    | P      |
| MoneyGram Haas F1 Team        | 27  | Nico Hülkenberg  | Haas VF-24                        | Ferrari    | P      |

## Klassifikationen

### Qualifying
| Pos.                                                                      | Fahrer           | Konstrukteur                 | Q1       | Q2       | Q3       | Start |
| ------------------------------------------------------------------------- | ---------------- | ---------------------------- | -------- | -------- | -------- | ----- |
| 01                                                                        | Charles Leclerc  | Ferrari                      | 1:11,584 | 1:10,825 | 1:10,270 | 01    |
| 02                                                                        | Oscar Piastri    | McLaren-Mercedes             | 1:11,500 | 1:10,756 | 1:10,424 | 02    |
| 03                                                                        | Carlos Sainz jr. | Ferrari                      | 1:11,543 | 1:11,075 | 1:10,518 | 03    |
| 04                                                                        | Lando Norris     | McLaren-Mercedes             | 1:11,760 | 1:10,732 | 1:10,542 | 04    |
| 05                                                                        | George Russell   | Mercedes                     | 1:11,492 | 1:10,929 | 1:10,543 | 05    |
| 06                                                                        | Max Verstappen   | Red Bull Racing-Honda RBPT   | 1:11,711 | 1:10,745 | 1:10,567 | 06    |
| 07                                                                        | Lewis Hamilton   | Mercedes                     | 1:11,528 | 1:11,056 | 1:10,621 | 07    |
| 08                                                                        | Yuki Tsunoda     | RB-Honda RBPT                | 1:11,852 | 1:11,106 | 1:10,858 | 08    |
| 09                                                                        | Alexander Albon  | Williams-Mercedes            | 1:11,623 | 1:11,216 | 1:10,948 | 09    |
| 10                                                                        | Pierre Gasly     | Alpine-Renault               | 1:11,714 | 1:10,896 | 1:11,311 | 10    |
| 11                                                                        | Esteban Ocon     | Alpine-Renault               | 1:11,887 | 1:11,285 | –        | 11    |
| 12                                                                        | Daniel Ricciardo | RB-Honda RBPT                | 1:11,785 | 1:11,482 | –        | 12    |
| 13                                                                        | Lance Stroll     | Aston Martin Aramco-Mercedes | 1:11,728 | 1:11,563 | –        | 13    |
| 14                                                                        | Fernando Alonso  | Aston Martin Aramco-Mercedes | 1:12,019 | –        | –        | 14    |
| 15                                                                        | Logan Sargeant   | Williams-Mercedes            | 1:12,020 | –        | –        | 15    |
| 16                                                                        | Sergio Pérez     | Red Bull Racing-Honda RBPT   | 1:12,060 | –        | –        | 16    |
| 17                                                                        | Valtteri Bottas  | Kick Sauber-Ferrari          | 1:12,512 | –        | –        | 17    |
| 18                                                                        | Zhou Guanyu      | Kick Sauber-Ferrari          | 1:13,028 | –        | –        | 18    |
| 107-Prozent-Zeit: 1:16,594 min (bezogen auf Q1-Bestzeit von 1:11,492 min) |                  |                              |          |          |          |       |
| DSQ                                                                       | Nico Hülkenberg  | Haas-Ferrari                 | 1:11,876 | 1:11,440 | –        | 19    |
| DSQ                                                                       | Kevin Magnussen  | Haas-Ferrari                 | 1:11,832 | 1:11,725 | –        | 20    |

Anmerkung
1. ↑  Hülkenberg wurde vom Qualifying wegen eines regelwidrigen Heckflügels disqualifiziert. Am Rennen durfte er teilnehmen, da er im Training ausreichend schnell gefahren war.
2. ↑  Magnussen wurde vom Qualifying wegen eines regelwidrigen Heckflügels disqualifiziert. Am Rennen durfte er teilnehmen, da er im Training ausreichend schnell gefahren war.

### Rennen
| Pos.                                                               | Fahrer           | Konstrukteur                 | Runden | Stopps | Zeit        | Start | Schnellste Runde |
| ------------------------------------------------------------------ | ---------------- | ---------------------------- | ------ | ------ | ----------- | ----- | ---------------- |
| 01                                                                 | Charles Leclerc  | Ferrari                      | 78     | 1      | 2:23:15,554 | 01    | 1:15,162 (71.)   |
| 02                                                                 | Oscar Piastri    | McLaren-Mercedes             | 78     | 1      | + 7,152     | 02    | 1:16,281 (73.)   |
| 03                                                                 | Carlos Sainz jr. | Ferrari                      | 78     | 1      | + 7,585     | 03    | 1:14,726 (62.)   |
| 04                                                                 | Lando Norris     | McLaren-Mercedes             | 78     | 1      | + 8,650     | 04    | 1:15,742 (64.)   |
| 05                                                                 | George Russell   | Mercedes                     | 78     | 1      | + 13,309    | 05    | 1:15,228 (73.)   |
| 06                                                                 | Max Verstappen   | Red Bull Racing-Honda RBPT   | 78     | 2      | + 13,853    | 06    | 1:14,569 (58.)   |
| 07                                                                 | Lewis Hamilton   | Mercedes                     | 78     | 2      | + 14,908    | 07    | 1:14,165 (63.)   |
| 08                                                                 | Yuki Tsunoda     | RB-Honda RBPT                | 77     | 1      | + 1 Runde   | 08    | 1:14,720 (77.)   |
| 09                                                                 | Alexander Albon  | Williams-Mercedes            | 77     | 1      | + 1 Runde   | 09    | 1:17,060 (77.)   |
| 10                                                                 | Pierre Gasly     | Alpine-Renault               | 77     | 1      | + 1 Runde   | 10    | 1:15,625 (77.)   |
| 11                                                                 | Fernando Alonso  | Aston Martin Aramco-Mercedes | 76     | 1      | + 2 Runden  | 14    | 1:17,939 (68.)   |
| 12                                                                 | Daniel Ricciardo | RB-Honda RBPT                | 76     | 1      | + 2 Runden  | 12    | 1:17,172 (46.)   |
| 13                                                                 | Valtteri Bottas  | Kick Sauber-Ferrari          | 76     | 2      | + 2 Runden  | 17    | 1:16,561 (17.)   |
| 14                                                                 | Lance Stroll     | Aston Martin Aramco-Mercedes | 76     | 3      | + 2 Runden  | 13    | 1:16,710 (59.)   |
| 15                                                                 | Logan Sargeant   | Williams-Mercedes            | 76     | 2      | + 2 Runden  | 15    | 1:15,525 (62.)   |
| 16                                                                 | Zhou Guanyu      | Kick Sauber-Ferrari          | 76     | 2      | + 2 Runden  | 18    | 1:14,718 (75.)   |
| –                                                                  | Esteban Ocon     | Alpine-Renault               | 0      | 0      | DNF         | 11    | –                |
| –                                                                  | Sergio Pérez     | Red Bull Racing-Honda RBPT   | 0      | 0      | DNF         | 16    | –                |
| –                                                                  | Nico Hülkenberg  | Haas-Ferrari                 | 0      | 0      | DNF         | 19    | –                |
| –                                                                  | Kevin Magnussen  | Haas-Ferrari                 | 0      | 0      | DNF         | 20    | –                |
| Fahrer des Tages: Charles Leclerc (32,4 % der abgegebenen Stimmen) |                  |                              |        |        |             |       |                  |

## WM-Stände nach dem Rennen
Die ersten zehn des Rennens bekamen 25, 18, 15, 12, 10, 8, 6, 4, 2 bzw. 1 Punkt(e). Zusätzlich wurde ein Punkt für die schnellste Rennrunde vergeben, wenn der betreffende Fahrer unter den ersten Zehn ins Ziel kam.

### Fahrerwertung
| Pos. | Fahrer           | Konstrukteur                 | Punkte |
| ---- | ---------------- | ---------------------------- | ------ |
| 01   | Max Verstappen   | Red Bull Racing-Honda RBPT   | 169    |
| 02   | Charles Leclerc  | Ferrari                      | 138    |
| 03   | Lando Norris     | McLaren-Mercedes             | 113    |
| 04   | Carlos Sainz jr. | Ferrari                      | 108    |
| 05   | Sergio Pérez     | Red Bull Racing-Honda RBPT   | 107    |
| 06   | Oscar Piastri    | McLaren-Mercedes             | 71     |
| 07   | George Russell   | Mercedes                     | 54     |
| 08   | Lewis Hamilton   | Mercedes                     | 42     |
| 09   | Fernando Alonso  | Aston Martin Aramco-Mercedes | 33     |
| 10   | Yuki Tsunoda     | RB-Honda RBPT                | 19     |
| 11   | Lance Stroll     | Aston Martin Aramco-Mercedes | 11     |

| Pos. | Fahrer           | Konstrukteur        | Punkte |
| ---- | ---------------- | ------------------- | ------ |
| 12   | Oliver Bearman   | Ferrari             | 6      |
| 13   | Nico Hülkenberg  | Haas-Ferrari        | 6      |
| 14   | Daniel Ricciardo | RB-Honda RBPT       | 5      |
| 15   | Alexander Albon  | Williams-Mercedes   | 2      |
| 16   | Esteban Ocon     | Alpine-Renault      | 1      |
| 17   | Kevin Magnussen  | Haas-Ferrari        | 1      |
| 18   | Pierre Gasly     | Alpine-Renault      | 1      |
| 19   | Zhou Guanyu      | Kick Sauber-Ferrari | 0      |
| 20   | Valtteri Bottas  | Kick Sauber-Ferrari | 0      |
| 21   | Logan Sargeant   | Williams-Mercedes   | 0      |

### Konstrukteurswertung
| Pos. | Konstrukteur                 | Punkte |
| ---- | ---------------------------- | ------ |
| 01   | Red Bull Racing-Honda RBPT   | 276    |
| 02   | Ferrari                      | 252    |
| 03   | McLaren-Mercedes             | 184    |
| 04   | Mercedes                     | 96     |
| 05   | Aston Martin Aramco-Mercedes | 44     |

| Pos. | Konstrukteur        | Punkte |
| ---- | ------------------- | ------ |
| 06   | RB-Honda RBPT       | 24     |
| 07   | Haas-Ferrari        | 7      |
| 08   | Williams-Mercedes   | 2      |
| 09   | Alpine-Renault      | 2      |
| 10   | Kick Sauber-Ferrari | 0      |